# 辛庄村 (章丘市)
辛庄村，中华人民共和国山东省济南市章丘市高官寨镇所辖的一个行政村。全行政村人口558户，2094人。耕地面积4893亩。 行政区划代码370181114201。